# Symphonia linearis
Symphonia linearis är en tvåhjärtbladig växtart som beskrevs av Joseph Marie Henry Alfred Perrier de la Bâthie. Symphonia linearis ingår i släktet Symphonia och familjen Clusiaceae. Inga underarter finns listade i Catalogue of Life.